# Liste von Krankenhäusern in Sierra Leone
Dies ist eine Liste von Krankenhäusern in Sierra Leone. Sie umfasst zahlreiche Krankenhäuser im westafrikanischen Sierra Leone. Alle Gesundheitseinrichtungen sind dem Ministry of Health and Sanitation untergeordnet.

## Statistiken
Insgesamt gibt es landesweit (Stand Mai 2020):
- 638 Maternal and Child Health Post (MCHP)
- 341 Community Health Post (CHP)
- 231 Community Health Center (CHC)

- 58 Krankenhäuser
- 54 Kliniken
- 6 sonstige Gesundheitseinrichtungen

## Krankenhäuser nach Provinz

### Western Area
| Name                                                                           | Bild | Betten | Eröffnung | Ort                                      | Anmerkung                                                                                      |
| ------------------------------------------------------------------------------ | ---- | ------ | --------- | ---------------------------------------- | ---------------------------------------------------------------------------------------------- |
| Blue Shield Hospital                                                           |      |        |           | Freetown 8° 29′ 3,6″ N, 13° 14′ 51,9″ W  |                                                                                                |
| Brookfields Community Hospital                                                 |      |        |           | Freetown                                 |                                                                                                |
| China Medicine Hospital                                                        |      |        |           | Freetown 8° 27′ 56,7″ N, 13° 10′ 43,2″ W |                                                                                                |
| Choithram Memorial Hospital                                                    |      |        | 1993      | Freetown 8° 27′ 12,8″ N, 13° 14′ 54,5″ W | wichtigstes Privatkrankenhaus des Landes                                                       |
| Connaught Hospital                                                             |      |        | 1912      | Freetown 8° 29′ 17,8″ N, 13° 14′ 18,8″ W | wichtigstes staatliches Krankenhaus; von Arthur, 1. Duke of Connaught and Strathearn gegründet |
| Dr. Victor Willoughby Memorial Hospital                                        |      |        |           | Freetown 8° 29′ 19,3″ N, 13° 13′ 58,1″ W | Militärkrankenhaus                                                                             |
| Goderich Safoes (Emergency Surgical and Paediatric Centre, Emergency Hospital) |      |        |           | Freetown 8° 25′ 20,8″ N, 13° 16′ 32,7″ W | Kinderkrankenhaus der italienischen Entwicklungszusammenarbeit                                 |
| Joint Medical Unit-34 Military Hospital                                        |      |        |           | Freetown 8° 27′ 49,5″ N, 13° 15′ 39,8″ W | Militärkrankenhaus                                                                             |
| Konebank Hospital                                                              |      |        |           | Freetown 8° 29′ 8,1″ N, 13° 14′ 12,1″ W  |                                                                                                |
| Life Care Hospital                                                             |      |        |           | Freetown 8° 27′ 53,5″ N, 13° 16′ 22,4″ W |                                                                                                |
| Netlands Hospital                                                              |      |        |           | Freetown 8° 28′ 45,5″ N, 13° 15′ 17,6″ W |                                                                                                |
| Ola During Children’s Hospital                                                 |      |        |           | Freetown 8° 29′ 25,3″ N, 13° 13′ 0,2″ W  | Kinderkrankenhaus                                                                              |
| Princess Christian Maternity Hospital (Cottage Hospital)                       |      |        |           | Freetown 8° 29′ 24″ N, 13° 13′ 8,3″ W    | Geburtskrankenhaus                                                                             |
| Rokupa Hospital                                                                |      | 35     | 2019      | Freetown                                 |                                                                                                |
| Sierra Leone-China Friendship Hospital                                         |      |        | 2012      | Freetown 8° 23′ 21,4″ N, 13° 8′ 35,2″ W  | gespendet von der Volksrepublik China                                                          |
| Sierra Leone Police Hospital                                                   |      |        |           | Freetown 8° 29′ 28,6″ N, 13° 14′ 43,8″ W |                                                                                                |
| Sierra Leone Psychiatric Hospital (Kissy Mental Hospital)                      |      |        | 1820      | Freetown 8° 27′ 54,7″ N, 13° 11′ 38,2″ W | erstes psychiatrisches Krankenhaus in Subsahara-Afrika                                         |
| UMC Eye Hospital                                                               |      |        |           | Freetown                                 |                                                                                                |
| Waterloo Adventist Hospital                                                    |      |        |           | Waterloo 8° 20′ 8,9″ N, 13° 4′ 24,5″ W   | Krankenhaus der Siebenten-Tags-Adventisten                                                     |

### Eastern Province
| Name                              | Bild | Betten | Eröffnung | Ort                                     | Anmerkung                                                                                |  |
| --------------------------------- | ---- | ------ | --------- | --------------------------------------- | ---------------------------------------------------------------------------------------- |  |
| Ahmadiyya Hospital Kenema         |      |        |           | Kenema 7° 53′ 17,7″ N, 11° 11′ 16,9″ W  |                                                                                          |  |
| Ahmadiyya Hospital Fornikoh       |      |        |           | Kenema 7° 51′ 47,5″ N, 11° 11′ 44,6″ W  |                                                                                          |  |
| Barnya Hospital                   |      |        |           | Kenema 7° 52′ 59″ N, 11° 11′ 24,6″ W    |                                                                                          |  |
| Kailahun Government Hospital      |      |        |           | Kailahun 8° 16′ 37,5″ N, 10° 34′ 0,5″ W |                                                                                          |  |
| Kenema State Hospital             |      |        |           | Kenema 7° 52′ 30,6″ N, 11° 11′ 5″ W     | größte Gesundheitseinrichtung in der Eastern Province; Forschungszentrum für Lassafieber |  |
| Koidu Government Hospital         |      |        |           | Koidu 8° 38′ 55,3″ N, 10° 57′ 57,6″ W   |                                                                                          |  |
| Muslim Agency Hospital            |      |        |           | Kenema 7° 51′ 44,9″ N, 11° 12′ 10″ W    |                                                                                          |  |
| Nixon Memorial Methodist Hospital |      |        | 1920      | Segbwema                                | getragen von der Methodistischen Kirche in Sierra Leone                                  |  |
| Panguma Hospital                  |      | 136    |           | Panguma                                 | getragen von der Römisch-katholischen Kirche in Sierra Leone                             |  |
| Rapha Mini Hospital               |      |        |           | Kenema 7° 53′ 3,8″ N, 11° 11′ 30,4″ W   |                                                                                          |  |

### Northern Province
| Name                                        | Bild | Betten | Eröffnung         | Ort                                       | Anmerkung |
| ------------------------------------------- | ---- | ------ | ----------------- | ----------------------------------------- | --- |
| Baptist Eye Hospital                        |      |        | 1975              | Lunsare                                   | getragen von der Baptist Convention Sierra Leone                                                                             |
| Holy Spirit Hospital                        |      | 100    | 2002 (als Klinik) | Makeni 8° 53′ 34″ N, 12° 2′ 9,7″ W        | größte private Gesundheitseinrichtung in der Northern Province; getragen von der Römisch-katholischen Kirche in Sierra Leone |
| Magbenteh Community Hospital                |      |        |                   | Makeni 8° 52′ 19,3″ N, 12° 2′ 15,4″ W     | |
| Magburaka Hospital                          |      |        |                   | Magburaka 8° 43′ 15,5″ N, 11° 56′ 20″ W   | |
| Masanga Hospital (Masanga Leprosy Hospital) |      | 120    |                   | Tonkolili 8° 44′ 57,3″ N, 11° 50′ 13,7″ W | |
| Sierra Leone Mission Hospital               |      |        |                   | Tonkolili 9° 1′ 54,4″ N, 11° 46′ 44,9″ W  | |

### North-West Province
| Name                              | Bild | Betten | Eröffnung | Ort                                      | Anmerkung                                                       |
| --------------------------------- | ---- | ------ | --------- | ---------------------------------------- | --------------------------------------------------------------- |
| Ahmadiyya Muslim Mission Hospital |      |        |           | Port Loko                                |                                                                 |
| Kamakwie Wesleyan Hospital        |      |        |           | Kamakwie 9° 29′ 49,6″ N, 12° 14′ 12,4″ W | getragen von der Wesleyanischen Kirche in Sierra Leone          |
| Lungi Government Hospital         |      |        |           | Lungi                                    |                                                                 |
| Port Loko Government Hospital     |      |        |           | Port Loko 8° 45′ 55,5″ N, 12° 47′ 5,5″ W |                                                                 |
| St John of God Hospital           |      |        | 1964      | Lunsar 8° 42′ 12,8″ N, 12° 31′ 29,6″ W   | getragen von den Barmherzigen Brüdern vom hl. Johannes von Gott |
| Well Bodies Hospital              |      |        |           | Port Loko                                |                                                                 |

### Southern Province
| Name                                                             | Bild | Betten | Eröffnung | Ort                                      | Anmerkung                                       |
| ---------------------------------------------------------------- | ---- | ------ | --------- | ---------------------------------------- | ----------------------------------------------- |
| Bo Children’s Hospital                                           |      |        | 2012      | Bo                                       | privat getragenes Kinderkrankenhaus             |
| Catholic Hospital Serabu                                         |      |        |           | Bo                                       |                                                 |
| Gila's Children and Community Hospital                           |      |        |           | Bo 7° 58′ 15,2″ N, 11° 44′ 37,2″ W       |                                                 |
| Hatfield Archer Memorial Hospital (Hartsfield Memorial Hospital) |      |        | 1891      | Rotifunk 8° 13′ 41,9″ N, 12° 40′ 39,2″ W | von Marietta Hatfield und Mary Archer gegründet |
| Kindoya Hospital                                                 |      |        |           | Bo 7° 57′ 36,1″ N, 11° 44′ 20,2″ W       |                                                 |
| Mercy Hospital                                                   |      |        |           | Bo 7° 58′ 36″ N, 11° 44′ 13,7″ W         |                                                 |
| Mission of Hope Rotifunk Hospital                                |      |        |           | Rotifunk                                 |                                                 |
| Njala University Hospital                                        |      | 50     | 1964      | Njala                                    | Universitätskrankenhaus der Njala University    |
| UBC Hospital Mattru                                              |      |        |           | Bonthe                                   |                                                 |